# 凸多面体
凸多面体（とつためんたい、Convex polyhedron）は、多面体のうち、全ての辺（稜）における二面角（2つの面で作られる角度）が180°未満であり、かつ自己交差を持たないもの。この条件を満たすためには、全ての面が凸多角形（全ての頂点における内角が180°未満、かつ自己交差を持たない多角形）である必要がある。
正多面体や半正多面体などはこれに含まれるが、星型正多面体は含まれない。

## 該当する多面体
- 正多面体
- 半正多面体
- カタランの立体
- ジョンソンの立体
- デルタ多面体
- ゾーン多面体
- 切稜立方体